# كوسومار
كوسومار هي شركة مغربية وتعد الأولى في قطاع صناعة السكر في المغرب. طاقتها الإنتاجية تبلغ 1.65 مليون طن من السكر الأبيض. مدرجة منذ سنة 1985 في بورصة الدار البيضاء. تملك مجموعة أونا 55% من رأس مال الشركة. وإلى غاية سنة 2016 وصل رقم أعمال كوسومار إلى 7.87 مليار درهم.

## تاريخ
1929: أنشئت الشركة الجديدة لمعامل تكرير السكر سان لوي دو مارساي، وكانت تنتج آنذاك 100 طن من السكر يوميا في شكل قالب السكر.
1967: إستحوذت الدولة المغربية على 50% من رأسمال الشركة وتحول اسم الشركة من كوسوما إلى كوسومار.
1993: إدماج معامل السكر بدكالة (الزمامرة وسيدي بنور) والتي كانت تمتلك فيها كوسومار حصة مهمة من رأسمالها.
2002: بدأت في إنتاج السكر الأبيض، وهو السكر المحبب الموجه للاستهلاك المباشر، بمعمل السكر في سيدي بنور.
2005: قامت الشركة باقتناء أربع شركات عمومية للسكر وهي: سوطا، سوراك، سونابيل وسوكرافور. وإنشاء بذلك مجموعة كبيرة.
2013: دخول ويلمار في رأسمال المجموعة حيث منحت الشركة الوطنية للإستثمار 27,5% من رأسمال كوسومار إلى المجموعة السنغافورية ويلمار.

## معامل الإنتاج
تتوفر كوسومار في المغرب على معمل لتكرير السكر، ومعملان لقصب السكر، و5 معامل خاصة بالشمندر السكري:
- معمل السكر (دكالة) 21500 هكتار من الشمندر.
- معمل السكر (تادلة) 15000 هكتار من الشمندر.
- معمل السكر (الغرب) 13000 هكتار من الشمندر.
- معمل السكر (الغرب) 4700 هكتار من قصب السكر.
- معمل السكر (اللوكوس) 4000 هكتار من الشمندر.
- معمل السكر (اللوكوس) 2000 هكتار من قصب السكر.
- معمل السكر (ملوية) 6000 هكتار من الشمندر.
- معمل التكرير (الدار البيضاء) تكرير 000 800 طن من السكر الخام المستورد.

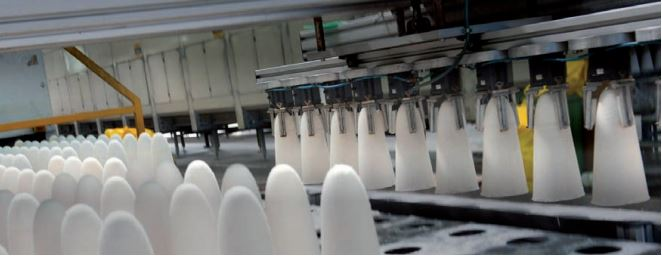
صناعة قوالب السكر بمصنع كوسومار